# ANX国际
ANX国际（英語：ANX INTERNATIONAL）是一家香港区块链技术的金融科技公司，香港區塊鏈協會會員，成立于2013年6月。于2014年2月，ANX国际于香港西环成立全球首家比特币交易实体店；于2014年3月，开设全球首家支持多种货币交易的在线比特币交易平台，同时推出了全球第三台比特币自动柜员机以及移动手机应用程序ANX数字钱包（ANX Vault）；于2014年7月，ANX国际推出全球首张数字资产签账金融卡；于2016年5月，在香港亚太科技博览大会上，ANX国际推出全球首个免费即时区块链应用平台。2021年8月30日结业。

## 公司历史
- ANX国际成立于2013年6月17日，由卢建邦，Dave Chapman，Hugh Madden联合创立。
- 于2014年2月28日，ANX国际在香港西营盘成立全球首家比特币交易实体店，支持比特币和港币之间的兑换。[5][6][7]这标志着ANX国际成为线上线下兼备的数字交易平台。[8]
- 于2014年3月13日，ANX国际宣布推出全港首台、全球第三台比特币自动柜员机。[9][10]该自动柜员机支持比特币和港币之间的兑换。
- 于2014年7月，ANX国际推出全球首张数字资产签账金融卡。该金融卡支持商户在全球范围内通过自动柜员机提取当地货币。[11]
- 于2016年5月18日，在亚洲国际博览馆举行的「香港亚太云端科技博览会」上，ANX国际推出全球首个区块链技术云端平台，免费让全球企业使用。该云端平台上的区块链技术应用包括：将传统资产转化成数字资产、建立资料库、电子钱包服务、以及资产交易平台。[12]
- 從2019年6月1日開始進入維護狀態，所有交易服務停止。[13]

## 收购记录

### Justcoin
于2014年11月，ANX国际收购了挪威比特币交易公司Justcoin，进一步扩张其欧洲数字货币交易的市场份额。

### CoinMkt
于2015年1月，ANX国际收购了美国加密货币交易公司CoinMkt，进一步扩张其美国数字货币交易的市场份额。
并购后，CoinMkt将维持本品牌的独立营运，但将会归列于ANX国际的集团之内。

## 所获荣誉
于2015年，ANX荣获由国际著名商业杂志Mediazone Group颁发之“香港最有价值企业大奖”。